# Johan Nordal Fischer Wille
Pour les articles homonymes, voir Wille.
Johan Nordal Fischer Wille, ou plus simplement Nordal Wille, (28 octobre 1858 - 4 février 1924)  est un botaniste norvégien.